# Pieces of Jade
Pieces of Jade ist ein Jazzalbum von Scott LaFaro, das 1961 in New York City aufgenommen und am 8. September 2009 bei Resonance Records veröffentlicht wurde.

## Hintergrund
Der Bassist Scott LaFaro wurde am 6. Juli 1961 mit nur 25 Jahren bei einem Autounfall getötet, als er nach einem Auftritt beim Newport Jazz Festival nach Hause fuhr. Vor seinem Tod hatte er sich bereits einen Namen mit dem bahnbrechenden Trio des Pianisten Bill Evans gemacht, zu dem auch der Schlagzeuger Paul Motian gehörte. Diese Gruppe wurde durch ihre Aufnahmen von 1961 im Village Vanguard, die im selben Jahr von Riverside Records veröffentlicht wurden, verewigt. Diese Live-Termine setzen den Standard für Klaviertrios, schrieb Larry Taylor. „Das Spiel [der drei Musiker] verschmilzt nahtlos, wobei jeder Spieler reichlich Gelegenheit hat, sich selbst abzuheben“.
Mit Pieces of Jade legte das Label Resonance bisher nicht verfügbares Material des Musikers vor; 1961 wurden fünf Aufnahmen in New York City aufgenommen, auf denen LaFaro mit dem Pianisten Don Friedman und dem Schlagzeuger Pete LaRoca zu hören ist. Das Repertoire der Sessions besteht aus einer Mischung von Standards und zwei Takes eines Originals von Friedman. Zu hören ist LaRoca auf drei Standards, I Hear a Rhapsodiy, On Green Dolphin Street und Dizzy Gillespies Bop-Hymne Woody’n’You, zusammen mit zwei Varianten von Friedmans ursprünglicher Ballade Sacre Bleu. Das Programm endet mit Friedmans bewegendem Solo-Stück Memories for Scotty, das 1985 aufgenommen wurde. Hinzu kommt eine 22-minütige Aufnahme aus einer ausgedehnten Probesession mit LaFaro und Bill Evans, während sie ihre später entstandene Version von My Foolish Heart vorbereiteten.
Ebenfalls enthalten ist ein 13-minütiges Interview mit Evans aus dem Jahr 1966, in dem er LaFaro, sein Leben und sein Talent reflektiert. In dem Ausschnitt aus einem Radiointerview von 1966 mit Evans, das der ausführende Produzent George Klabin im WKCR-Studio in New York führte, in dem der Pianist an den Bassisten erinnert, den er als „eine konstante Inspiration für mich“ bezeichnete. Er erinnert sich an die Gründung des Trios mit LaFaro und Motian und daran, wie sich ihre Talente auf sehr natürliche Weise schnell miteinander vermischten und entwickelten. „Auf unserer ersten Platte, die erst nach fünf Wochen mit dem Trio aufgenommen wurde, hören Sie eine Art Zusammenspiel und Dinge, die noch heute überraschen.“ Evans gibt weitere Einblicke in das Village Vanguard Auftritte 1961 und diskutiert die Vorzüge einer echten Gruppe, die auf sympathische Weise musikalisch zusammenwächst. Er sagt: „Die Musik existiert auf einer Ebene, die nicht auf einer Ebene der Wahrnehmung der Musiker selbst liegt. Es existiert auf einer tieferen Ebene unbewusster Fähigkeiten.“ Evans analysierte außerdem, was das Spiel von LaFaro so einzigartig machte. Der Pianist äußert, dass er LaFaro raten musste, sich selbst zu kontrollieren, sich zurückzuhalten. Er hätte versucht zu viel zu sagen, als er improvisierte. „In seinem kurzen Leben hatte er so viel zu sagen, es ist ein großes Glück, dass er eine weitere Aufnahme zu seinem Erbe hinzufügen kann.“
Gemeinsam mit dem Scott LaFaro Album Pieces of Jade erschien die LaFaro-Biographie Jade Visions (UNT Press), die dessen Schwester Helene LaFaro-Fernandez verfasst hatte.

## Titelliste
- Scott LaFaro – Pieces of Jade (Resonance HCD-2005)
  1. I Hear a Rhapsody (George Fragos, Jack Baker, Dick Gasparre) 6:17
  2. Sacre Bléu (take 1) (Friedman) 6:11
  3. On Green Dolphin Street (Bronisław Kaper, Ned Washington) 6:36
  4. Sacre Bléu (take 2) (Friedman) 6:18
  5. Woody’n You (Gillespie) 5:38
  6. My Foolish Heart (Victor Young, Ned Washington) 22:44
  7. Interview With Bill Evans By George Klabin 1966 13:39
  8. Memories for Scotty (Friedman) 6:23

## Rezeption
Das Album erfuhr bei seiner Veröffentlichung fast durchweg positive Rezensionen; Ron Hart meinte in Pop Matters, Pieces of Jade biete einen seltenen Einblick in den kreativen Prozess von LaFaro durch diese acht Tracks umfassende Sammlung von bisher unveröffentlichtem Material. „Jeder Fan des Jazzbasses muss in diese unverzichtbare Dissertation über einen der wahren Meister des Handwerks investieren.“
Larry Taylor schrieb in All About Jazz, „Die Größe von LaFaro wird hier wieder hergestellt, da er sich erneut im Trio-Format auszeichnet. In diesem Zusammenhang ist es möglich, LaFaros Improvisationsfähigkeit und den vollen Bass zu schätzen, während er rhythmisch durch Friedmans "Sacre Bleu" marschiert und sein lebhaftes Solo auf "Green Dolphin Street" rahmt.“
Die angenehme Überraschung dieser Platte sei Friedman. In dieser frühen Aufnahme sei „sein funkelndes Genie durchweg sichtbar.“ Sicherlich von Evans beeinflusst, „zeige Friedman auch eine angenehme Neigung für die Blockakkorde von Red Garland wie in ‚Sacre Bleu‘. Sein rasantes Tempo sei ebenfalls zu erleben, vor allem, als er mit LaRoca Dizzy Gillespies ‚Woody’n’ You‘ interpretiere. Das Probeband mit Evans sei sicherlich interessant, aber durch einen verstümmelten Sound beeinträchtigt. Aufschlussreicher sei eher das Interview von Evans mit George Klabin.“

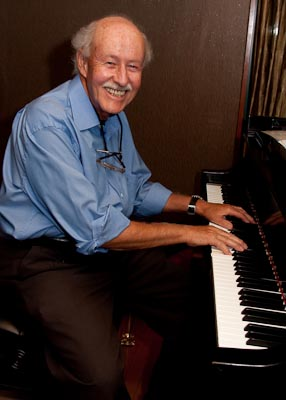
Don Friedman in einer Fotografie von Stella Dacuma (2009)

Bill Milkowski schrieb 2013 in The Absolute Sound, fünf der Archivstücke, die ursprünglich 1961 mit dem Pianisten Don Friedman und dem Schlagzeuger Pete LaRoca aufgenommen wurden, zeigten LaFaros „reichen, holzigen Ton und einen stabilen, unbestechlichen Puls als Begleiter“. In dieser intimen Umgebung swinge das Trio „elegant und zurückhaltend. LaFaro spielt einige unglaubliche Soli, vor allem in ‚On Green Dolphin Street‘ und der zweiten Version von ‚Sacre Bleu‘, die seinen melodischen Einfallsreichtum zusammen mit seiner unheimlichen Geschwindigkeit und seiner Fähigkeit auf dem Instrument hervorheben. Seine Fähigkeit, spontan und mühelos kontrapunktische Ideen gegen den Fluss eines jeden Stücks abzulagern, kennzeichnet ihn als revolutionären Begleiter in einer Klaviertrio-Umgebung.“
Des Weiteren hebt der Autor hervor, der „wahre Leckerbissen für LaFaro-Komplettisten“ ist ein 22-minütiges Übungsband mit Bill Evans, bei dem sich die beiden verwandten Geister auf der großartigen Ballade My Foolish Heart zurechtfinden. Es sei ein faszinierender Einblick in den kreativen Prozess, als wir hören können, wie sie mehrmals innehalten, um ihre jeweiligen Ansätze für die Melodie zu diskutieren. Eine weitere Attraktion sei der Interview-Ausschnitt mit Evans.
Michael G. Nastos verlieh dem Album bei AllMusic vier (von 5) Sterne und schrieb: „Diese Aufnahme ist nichts weniger als ein Wunder und ein Ereignis in den Annalen des Jazz.“ In den Tracks mit Friedman sei der Bass von LaFaro im Produktionsmix deutlich zu hören und behaupte sich als unverwechselbare Stimme. „Seine soliden, resonanten Viertelnoten schlagen diese Rhythmen wie kaum ein anderer. Aber es ist Friedman, ein brillanter Jazzmusiker, der an diesem Tag mächtig glänzt und Evans in vielerlei Hinsicht übertrumpft, was Chops, Erfindungen und Bop-Energie angehe. Seine Finger bewegen sich auf ‚I Hear a Rhapsody‘, getragen von LaFaro, während er in ‚On Green Dolphin Street‘ durch nicht beanspruchte Linien fließen kann, wo seine extrapolierten Linien Innovation mit Subtilität verbinden.“ In den beiden Versionen des Friedman-Originals Sacre Bléu tauche „der Pianist tief in die reine Melodie mit geringfügig abgemollten Schattierungen und klingenden Piano-Akkorden ein, gefolgt von klassischen LaFaro-Bass-Soli.“
Die Version von Woody’n You sei „ein weiterer rasender, rasanter Bop mit fast keiner abgeworfenen Note“, schrieb Nastos weiter, „während La Roca nach vorne drückt, die Gruppe drängt und LaFaro und Friedman herausfordert, wie er und andere Bop-basierte Schlagzeuger dies können.“ Friedmans Solo-Klavierstück Memories for Scotty sei „eine elegante Elegie oder ein Requiem für den seit langem verstorbenen Bassisten in gedämpften Tönen, der ehrwürdige Erinnerungen und die Haltung darstellt, die er schmerzlich vermisst.“ Kritisch äußert sich Nastos hingegen zu den Aufnahmen mit Bill Evans; My Foolish Heart sei ausschließlich aus historischen Gründen enthalten, diese Kuriosität sei aber mit ihrer Dauer von fast 23 Minuten „langweilig“ und auch nicht gut aufgenommen. Aufschlussreicher sei da George Klabins Interview mit Bill Evans aus dem Jahr 1966. In Anbetracht dessen, dass dies etwa 50 Jahre nach dem Tod von LaFaro bei einem Autounfall im Alter von 25 Jahren erschienen ist und seine Karriere nur sieben Jahre gedauert hat, öffne sich mit den Mitschnitten „ein seltenes Fenster in die Seele von Scott LaFaro“, abseits seiner großartigen Sitzungen mit Bill Evans.